# 森田理紗子
森田 理紗子（もりた りさこ、10月12日 - ）は、日本の歌手、シンガーソングライター。
ガールズバンド・きみとバンドのメインボーカル兼ギター。越前あわら観光大使。福井県あわら市出身。血液型はA型。

## 経歴
中学生の頃、いきものがかりの「花は桜君は美し」に衝撃を受け、音楽に関心を持ち歌を口ずさむようになる。その際、友達に何気なく「意外と歌上手なんだね」と言われたことをきっかけに歌手を志す。
高校2年生の頃から月に2回東京のスタジオに歌のレッスンに行き、ライブハウスに出るようになる。
高校卒業時に、父親にギターを買ってもらい、弾き語りを始める。
2013年「RISAKO」としてライブデビュー。
2015年にアーティスト名を「morimori」へ改名。
2017年に本名である「森田理紗子」へ改名し、活動拠点を全国へと拡大。
2020年、コロナ禍をきっかけにYouTubeチャンネルを開設。同年8月からYouTubeチャンネルで、『100日連続毎日投稿』企画を実施。
2021年11月11日、サポートメンバーとしてきみとバンドに参加することが発表される。
2022年1月29日、きみとバンド レコ発ツアー愛媛ファイナルにおいて、きみとバンドに正式メンバーとして加入することが発表される。
2023年1月15日から、福井テレビにて放映開始される井上金庫グループ テレビCMにおいて、楽曲『HORIZON』が起用される。
2023年10月、ソロ活動として福井、大阪、東京を巡るバースデーミニツアーを実施。
2025年6月5日、出身地である福井県あわら市の「越前あわら観光大使」に就任した。

## 人物
趣味は散歩と筋トレ。
歌う事と犬が大好き。
犬が好き過ぎてペットカメラで見ていることもある。
食べ物はパンが大好物である。
ソロでは恋愛をテーマにした楽曲が多い。

## 出演

### テレビ番組
上田と女が吠える夜(2024年4月3日、日本テレビ)

### インターネット番組
男子禁制!? きみとバンドの女子寮生活(2023年11月23日～ 月1回、ニコニコチャンネルプラス)

### ラジオ番組
KTBとBKBのきみとラジオ(2022年10月16日～月1回、SSCシェアハピラジオ・レインボータウンFM)
きみとバイク～裏きみとラジオ～(2023年4月22日～月1回 アシスタントとしてランダムで出演、SSCシェアハピラジオ・レインボータウンFM)

## その他
ファンネームは『リサコ倶楽部』これは、森田理紗子が小中学生の頃「タモリ」というニックネームで呼ばれることもあったことなどから、本人が気に入り通称となった。